# Groupama-FDJ/2025
Deze pagina geeft een overzicht van de Groupama-FDJ UCI World Tour wielerploeg in 2025.

## Algemeen
Algemeen manager: Marc Madiot
Ploegleiders: Joseph Berlin, Nicolas Boisson, Anthony Bouillod, Thierry Bricaud, Yvon Caer, Jérôme Gannat, Stéphane Goubert, William Green, Frédéric Guesdon, David Han, Maxime Latourte, Philippe Mauduit, Julien Pinot, Benoît Vaugrenard, Jussi Veikkanen
Fietsen: Wilier Triestina
Banden: Continental AG
Onderdelen en wielen: Shimano

## Renners
| Naam                | Geboortedatum | Nationaliteit       | Ploeg 2024                                  |
| ------------------- | ------------- | ------------------- | ------------------------------------------- |
| Lewis Askey         | 04-05-2001    | Verenigd Koninkrijk |                                             |
| Cyril Barthe        | 14-02-1996    | Frankrijk           |                                             |
| Lewis Bower**       | 14-10-2004    | Nieuw-Zeeland       | Equipe continentale Groupama-FDJ            |
| Clément Braz Afonso | 08-11-1999    | Frankrijk           | CIC U Nantes Atlantique                     |
| Sven Erik Bystrøm   | 21-01-1992    | Noorwegen           |                                             |
| Rémi Cavagna        | 10-08-1995    | Frankrijk           | Movistar Team                               |
| Clément Davy        | 17-07-1998    | Frankrijk           |                                             |
| Tom Donnenwirth     | 19-01-1998    | Frankrijk           | Decathlon AG2R La Mondiale Development Team |
| David Gaudu         | 10-10-1996    | Frankrijk           |                                             |
| Kévin Geniets       | 09-01-1997    | Luxemburg           |                                             |
| Lorenzo Germani     | 03-03-2002    | Italië              |                                             |
| Romain Grégoire     | 21-01-2003    | Frankrijk           |                                             |
| Thibaud Gruel       | 01-05-2004    | Frankrijk           |                                             |
| Johan Jacobs        | 01-03-1997    | Zwitserland         | Movistar Team                               |
| Stefan Küng         | 16-11-1993    | Zwitserland         |                                             |
| Olivier Le Gac      | 27-08-1993    | Frankrijk           |                                             |
| Eddy Le Huitouze    | 03-04-2003    | Frankrijk           |                                             |
| Valentin Madouas    | 12-07-1996    | Frankrijk           |                                             |
| Guillaume Martin    | 09-06-1993    | Frankrijk           | Cofidis                                     |
| Rudy Molard         | 17-08-1989    | Frankrijk           |                                             |
| Quentin Pacher      | 06-01-1992    | Frankrijk           |                                             |
| Enzo Paleni         | 30-05-2002    | Frankrijk           |                                             |
| Paul Penhoët        | 28-12-2001    | Frankrijk           |                                             |
| Rémy Rochas         | 18-05-1996    | Frankrijk           |                                             |
| Brieuc Rolland      | 13-08-2003    | Frankrijk           | Equipe continentale Groupama-FDJ            |
| Clément Russo       | 20-01-1995    | Frankrijk           |                                             |
| Lars van den Berg*  | 07-07-1998    | Nederland           |                                             |
| Matthew Walls       | 20-04-1998    | Verenigd Koninkrijk |                                             |

*tot 13 maart 
** vanaf 1 juni

### Stagiairs
Per 1 augustus 2025
| Naam             | Geboortedatum | Nationaliteit | Vorige ploeg                      |
| ---------------- | ------------- | ------------- | --------------------------------- |
| Aurélien Kayser  | 21-03-2006    | Frankrijk     | Vélo Club Villefranche Beaujolais |
| Victor Loulergue | 27-10-2004    | Frankrijk     | Bourg-en-Bresse Ain Cyclisme      |

### Vertrokken
| Naam                | Geboortedatum | Nationaliteit       | Ploeg 2025              |
| ------------------- | ------------- | ------------------- | ----------------------- |
| Ignatas Konovalovas | 08-12-1985    | Litouwen            | Gestopt                 |
| Fabian Lienhard     | 03-09-1993    | Zwitserland         | Tudor Pro Cycling Team  |
| Lenny Martinez      | 11-07-2003    | Frankrijk           | Bahrain-Victorious      |
| Laurence Pithie     | 17-07-2002    | Nieuw-Zeeland       | Red Bull-BORA-hansgrohe |
| Marc Sarreau        | 10-06-1993    | Frankrijk           | Gestopt                 |
| Reuben Thompson     | 15-02-2001    | Nieuw-Zeeland       | Lotto                   |
| Samuel Watson       | 24-09-2001    | Verenigd Koninkrijk | INEOS Grenadiers        |

## Overwinningen
| Ster van Bessèges Ploegenklassement: *1) Ronde van Oman 3e etappe: David Gaudu Ronde van de Algarve Jongerenklassemnet: Romain Grégoire Faun-Ardèche Classic Romain Grégoire Classic Grand Besançon Doubs Guillaume Martin Ronde van de Jura Guillaume Martin | Boucles de l'Aulne Lewis Askey Vierdaagse van Duinkerke 2e etappe Lewis Askey Boucles de la Mayenne Proloog: Thibaud Gruel Jongerenklassement: Thibaud Gruel Ronde van Zwitserland 1e etappe: Romain Grégoire Route d'Occitanie 4e etappe: Thibaud Gruel Puntenklassement: Cyril Barthe | Ronde van de Ain 1e etappe: Tom Donnenwirth |

*1) Ploeg Ster van Bessèges: Barthe, Cavagna, Decomble, Geniets, Le Gac, Penhoët, Russo
Mannen: 1997 · 1998 · 1999 · 2000 · 2001 · 2002 · 2003 · 2004 · 2005 · 2006 · 2007 · 2008 · 2009 · 2010 · 2011 · 2012 · 2013 · 2014 · 2015 · 2016 · 2017 · 2018 · 2019 · 2020 · 2021 · 2022 · 2023 · 2024 · 2025
Vrouwen: 2021 · 2022 · 2023 · 2024 · 2025
Alpecin-Deceuninck · Arkéa-B&B Hotels · Bahrain Victorious · Cofidis · Decathlon AG2R La Mondiale Team · EF Education-EasyPost · Groupama-FDJ · INEOS Grenadiers · Intermarché-Wanty · Lidl-Trek · Movistar Team · Red Bull-BORA-hansgrohe · Soudal Quick-Step · Jayco AlUla · Team Picnic PostNL · UAE Team Emirates-XRG · Visma-Lease a Bike · XDS Astana Team